# Monument voor de gevallenen (Rijswijk)
Het Monument voor de gevallenen in de Nederlandse stad Rijswijk (Zuid-Holland) is onthuld op 4 mei 1949 en staat in Park Hofrust, de voormalige tuin van Huis Hofrust, het toenmalige stadhuis.
Kort na de Tweede Wereldoorlog werd een comité aangesteld met de opdracht een herdenkingsmonument te realiseren. Een prijsvraag werd uitgeschreven en uit alle inzendingen werd het ontwerp '5'45 van Bart Hoogstraten (1893-1956) en Jan Lucas (1917-2005) gekozen.
Het monument, uitgevoerd in Belgisch en Duits natuursteen, is uitgevoerd door beeldhouwster Marian Gobius (1910-1994). Het beeld, een zittende vrouwenfiguur, heeft in haar rechterhand een helm als teken van het verleden en het verzet. In haar linkerhand houdt ze de fakkel als symbool van de vrijheid. Het oprichtende kind staat symbool voor de toekomst. Op een lager deel van het monument staan de namen van Rijswijkse oorlogsslachtoffers, omgekomen in Nederland, het geallieerde leger en in het verzet.
Op 4 mei 1949 werd het monument onthuld door mr. L.A. Kesper, commissaris van de Koningin in Zuid Holland. Later zijn twee plaquettes toegevoegd met de namen van Rijswijkse Joodse gevallenen en omgekomen slachtoffers in Nederlands-Indië. Een model van het monument uitgevoerd in terracotta bevindt zich in Museum Rijswijk.
Ieder jaar vindt bij dit monument op 4 mei de jaarlijkse herdenking plaats.